# فیلیپ وورب
فیلیپ وورب (انگلیسی: Philippe Vorbe؛ زادهٔ ۱۴ سپتامبر ۱۹۴۷) بازیکن فوتبال اهل هائیتی بود.
وی همچنین در تیم ملی فوتبال هائیتی بازی کرده‌است.